# آموس لي
آموس لي (بالإنجليزية: Amos Lee)‏ هو عازف قيثارة ومغني وملحن ومغن مؤلف أمريكي، ولد في 22 يونيو 1978 في فيلادلفيا في الولايات المتحدة.

## وصلات خارجية
- الموقع الرسمي
- آموس لي على موقع IMDb (الإنجليزية)
- آموس لي على موقع ميوزك برينز (الإنجليزية)
- آموس لي على موقع رولينغ ستون (الإنجليزية)
- آموس لي على موقع أول ميوزيك (الإنجليزية)
- آموس لي على موقع ديسكوغز (الإنجليزية)
- آموس لي على موقع ديسكوغز (الإنجليزية)